# オトメエンゴサク
オトメエンゴサク（乙女延胡索、学名：Corydalis fukuharae）はケシ科キケマン属の多年草。

## 「種」の変更
従来、本種は南千島、北海道、サハリン、オホーツク海沿岸に分布するエゾエンゴサク (C. ambigua)と混同され、日本国内においては、本州の中部地方以北にも分布されるとされてきたが、本州の東北地方から北陸地方に分布するものは、別種のオトメエンゴサク (C. fukuharae)とされた。これは、スウェーデンの植物学者 Magnus Lidén(1996)（英語版）によるもので、M. Lidénは、先述のエゾエンゴサクを C. ambigua から C. fumariifolia の亜種に変えたことに加え、本種について、「やや変異の多い種で、C. fumariifolia と近縁であるが、基部が細くて長い距や蜜腺が細長い点などで区別される」、として新種として記載命名した。

## 特徴
エゾエンゴサクとよく似ている。地下に球形の塊茎がある。茎は細く、直立して高さは10-23cmになり、鱗片葉の腋から茎を出し、まれに茎の下部につく葉の腋から枝を出す。葉は薄く、表面は緑色、裏面はわずかに粉白色をおびる。2-3回3出複葉となり、小葉は全縁か深く全裂し、最終裂片は倒卵形で、先は鈍形または鋭形になる。
花期は4-5月。総状花序ははじめやや密に重なるが、すぐに伸長して3-13個の花をつける。小花柄の基部の苞は長楕円形になり、全縁かまれに最下が浅裂し、先は鋭形または鈍形になる。近縁種のヤマエンゴサクの苞には歯牙または欠刻があり区別できる。小花柄は細く、長さ5-12(-18)mm、苞と同長、弓状に半曲して果実をつける。萼片は2個で、卵形から線形になり、長さ1-1.5mm。上側の花弁の距は長楕円形、まっすぐで、基部はやや細く、花冠は青色から青紫色のものが多いが、全体が赤紫色や白色のもの、距が赤紫色のものなど変異が多い。花はエゾエンゴサクによく似るが、エゾエンゴサクの距は基部が太く、しだいに細くなる傾向が強いが、本種の距は同種より細長く円筒形になる傾向があり、上側の花弁の長さは12-16mmになり、蜜腺も細長い。下側の花弁は長さ10-12mmになり、明確に突出する小距があり、その基部には通常、小さな爪がある。果実は蒴果で、長さ20-25mm、幅2mmになる線形で、種子は約10個ある。
なお、福原達人 (2016)は、「エゾエンゴサクとの区別点や分布はなお検討を要する」としている。
春先に花を咲かせ、落葉広葉樹林の若葉が広がる頃には地上部は枯れてなくなり、その後は翌春まで地中の地下茎で過ごすスプリング・エフェメラルの一種。

## 分布と生育環境
本州の北部および中部地域に分布する。

## ギャラリー

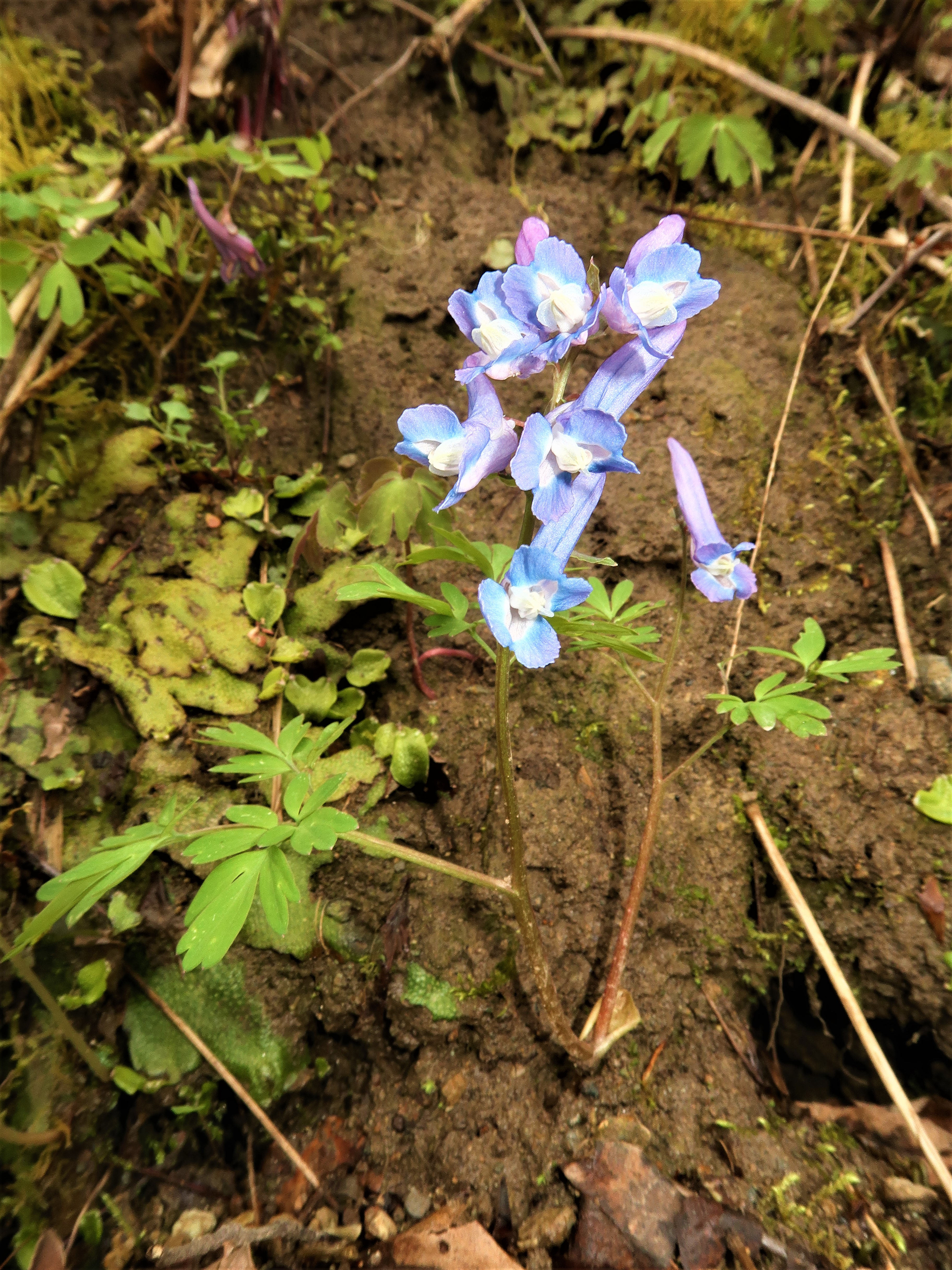
葉は2-3回3出複葉となる。
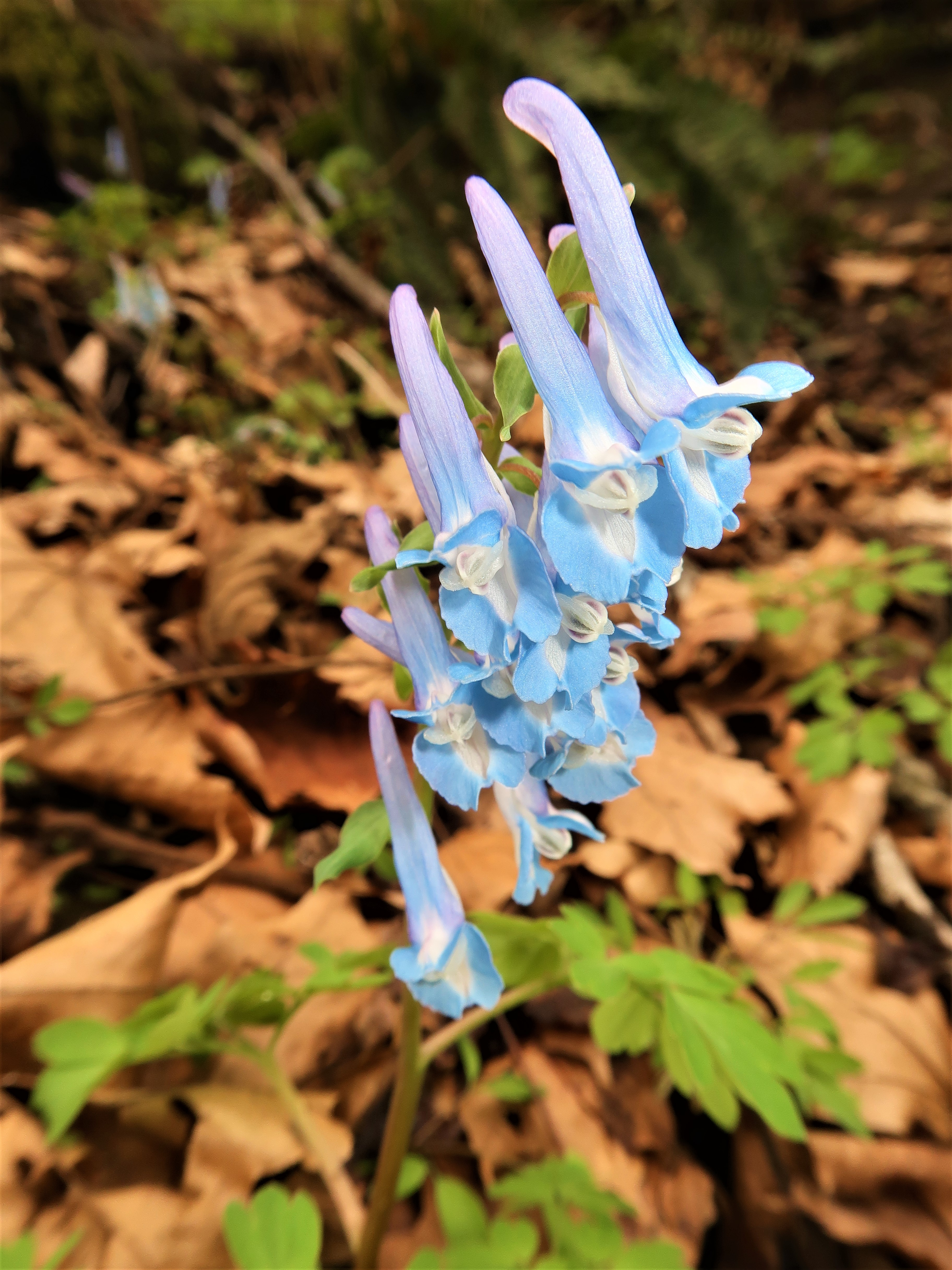
苞は全縁。距はエゾエンゴサクより細長く円筒形になる傾向がある。
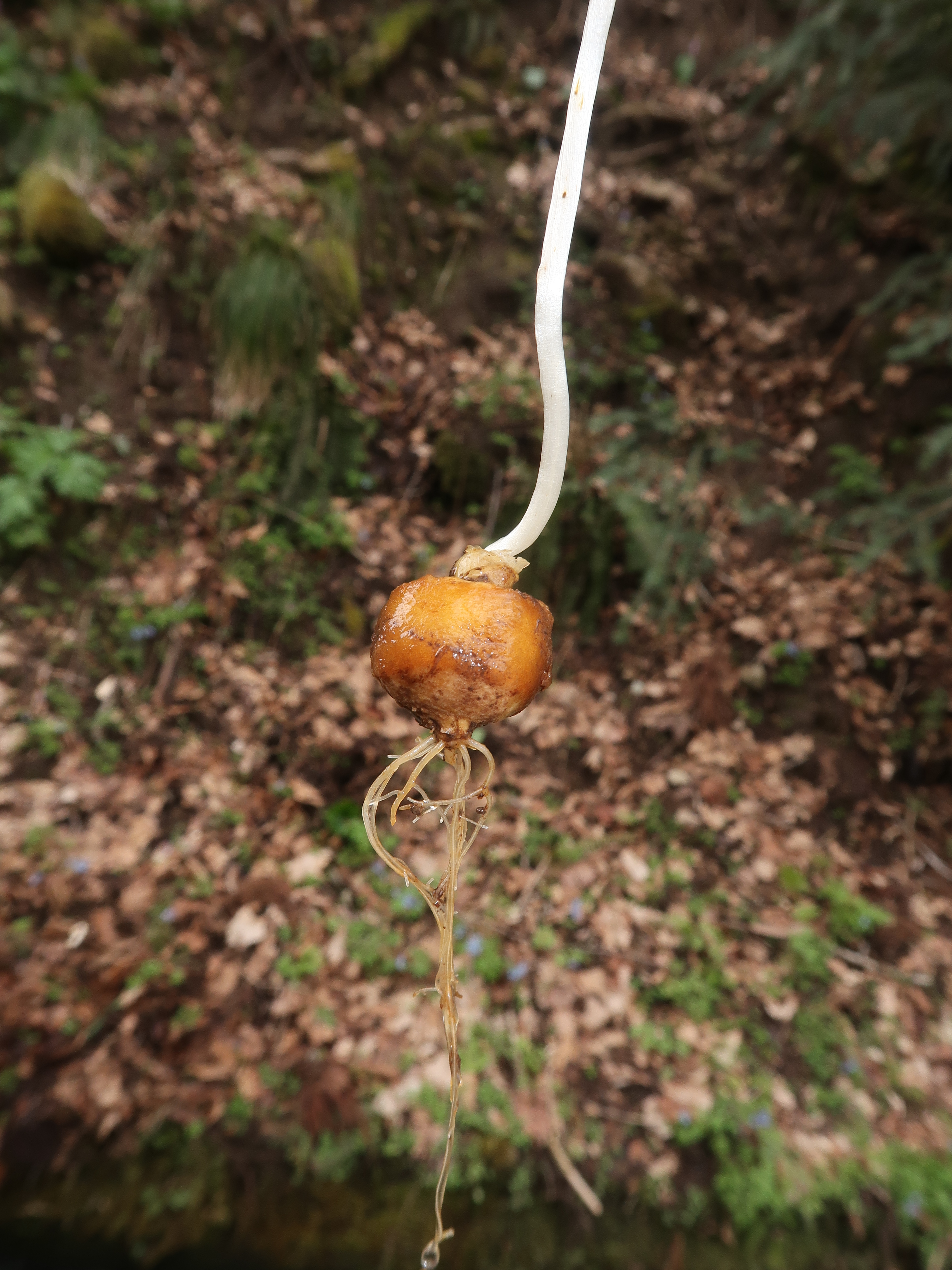
地下に球形の塊茎がある。
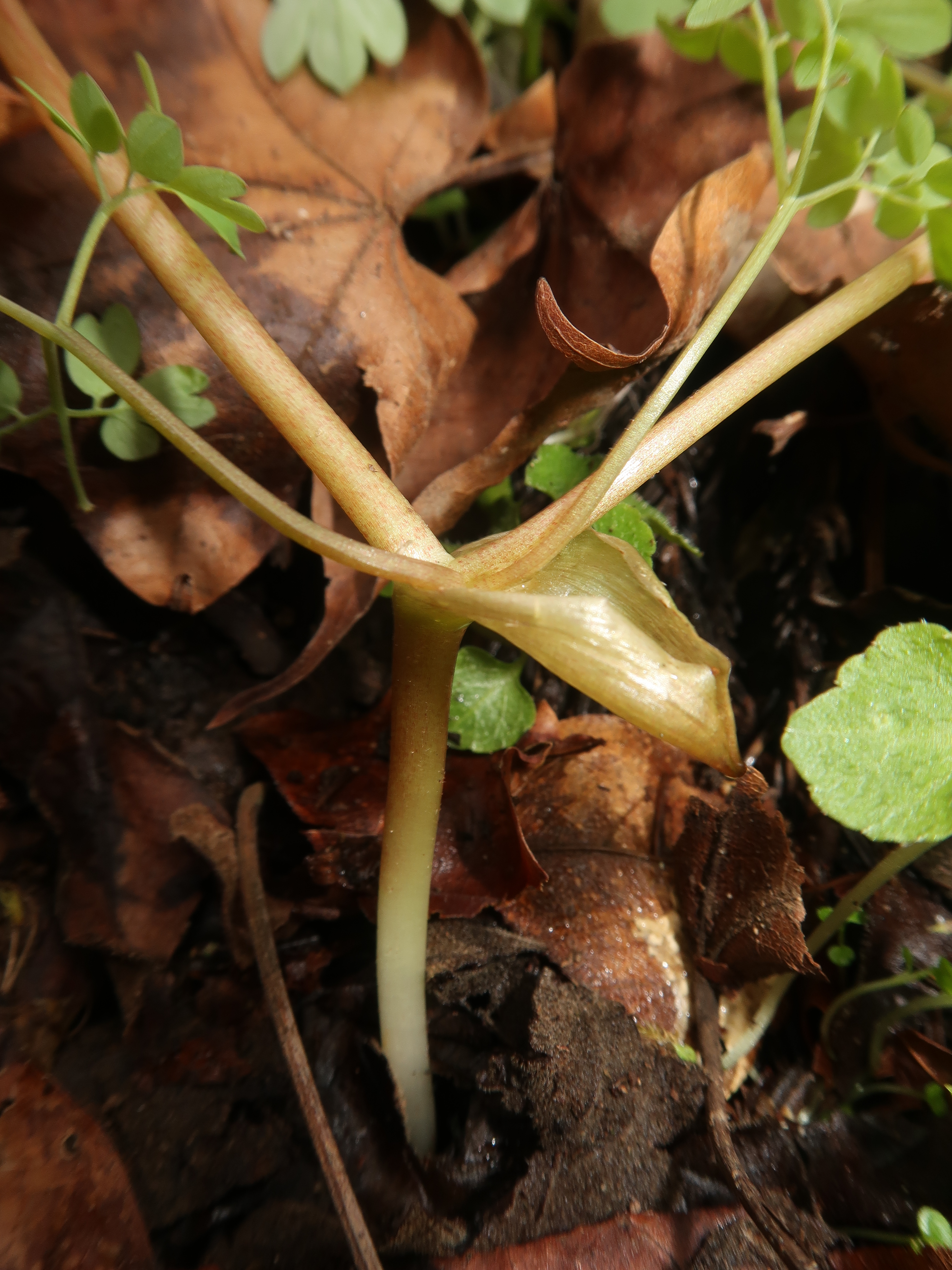
鱗片葉の腋から茎がでる。

## 近縁種
- ヤマエンゴサク（山延胡索、学名：Corydalis lineariloba）
- エゾエンゴサク（蝦夷延胡索、学名：Corydalis fumariifolia subsp. azurea）
- ジロボウエンゴサク（次郎坊延胡索、学名：Corydalis decumbens）